# Haimen

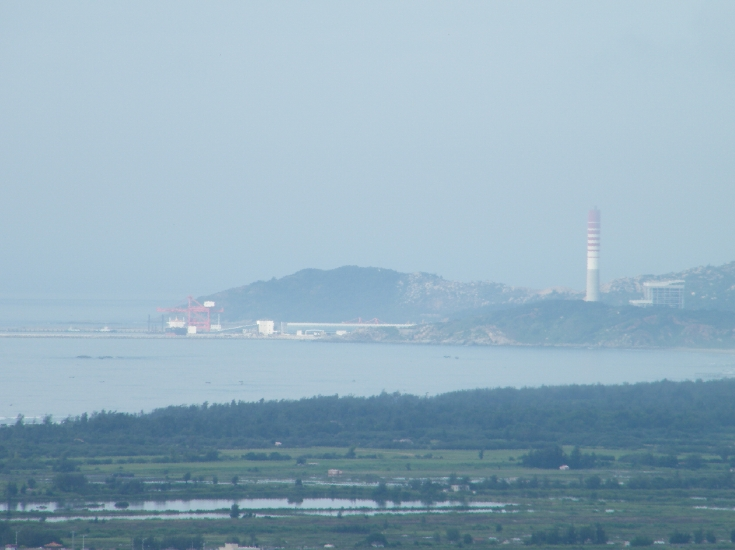
Fotografía de la costa de Haimen.

Haimen léase: Jaái-Mén (en chino: 海门市, pinyin: Hǎimén, literariamente: puerta al mar) es una ciudad-municipio bajo la administración directa de la ciudad-prefectura de Nantong. Se ubica en el Delta del río Yangtsé en la provincia de Jiangsu, República Popular China. Su área es de 1.148 km² y su población es de 1.1 millones.

## Administración
La ciudad municipal de Haimen se divide en 19 poblados y 1 aldea.
- Poblado Hǎimen 海门镇
- Poblado sānxīng 三星镇
- Poblado dé shèng 德胜镇
- Poblado sān chǎng 三厂镇
- Poblado cháng lè 常乐镇
- Poblado qílín 麒麟镇
- Poblado yuè lái 悦来镇
- Poblado wàn nián 万年镇
- Poblado sān yáng 三阳镇
- Poblado sì jiǎ 四甲镇
- Poblado huò lóng 货隆镇
- Poblado yú dōng 余东镇
- Poblado zhèng yú 正余镇
- Poblado bāochǎng 包场镇
- Poblado liú hào 刘浩镇
- Poblado dōng zào gǎng 东灶港镇
- Poblado lín jiāng 临江镇
- Poblado wáng hào 王浩镇
- Poblado shù xūn 树勋镇
- Aldea Hǎi yǒng 海永乡

## Historia
El área que ahora es Haimen fue formada de depósitos de limo del río Yangtse. Varios bancos de arena, incluyendo Dongzhou (东洲) y Buzhou (布洲), se unieron con el continente durante la dinastía Tang. En el 958 , durante la última dinastía Zhou, Haimén se estableció como condado.
Debido a la desembocadura del río Yangtze que se movió hacia el norte durante la dinastía Ming, Haimen ha lidiado con inundaciones que destruyeron partes de la provincia, incluyendo Lusi (吕四), Yudong (余东), y Sijia (四甲).
En 1672 bajo el emperador Kangxi de la dinastía Qing la sede se trasladó a la aldea Jinghai (静海乡). A principios de 1701, el curso del río cambio creando así más de 40 nuevos bancos de arena. En 1768 la ciudad fue fundada como subprefectura.
En 1912 Haimen fue otravez convertida en condado. Sin embargo en 1949 Haimen quedó bajo la administración de Nantong. En 1994 la ciudad se fundó como ciudad-municipio.

## Clima
Debido a su posición geográfica, los patrones climáticos en la siguiente tabla son los mismos de Nantong.  
| Parámetros climáticos promedio de Haimen (1971−2000) | Parámetros climáticos promedio de Haimen (1971−2000) | Parámetros climáticos promedio de Haimen (1971−2000) | Parámetros climáticos promedio de Haimen (1971−2000) | Parámetros climáticos promedio de Haimen (1971−2000) | Parámetros climáticos promedio de Haimen (1971−2000) | Parámetros climáticos promedio de Haimen (1971−2000) | Parámetros climáticos promedio de Haimen (1971−2000) | Parámetros climáticos promedio de Haimen (1971−2000) | Parámetros climáticos promedio de Haimen (1971−2000) | Parámetros climáticos promedio de Haimen (1971−2000) | Parámetros climáticos promedio de Haimen (1971−2000) | Parámetros climáticos promedio de Haimen (1971−2000) | Parámetros climáticos promedio de Haimen (1971−2000) |
| Mes                                                  | Ene.                                                 | Feb.                                                 | Mar.                                                 | Abr.                                                 | May.                                                 | Jun.                                                 | Jul.                                                 | Ago.                                                 | Sep.                                                 | Oct.                                                 | Nov.                                                 | Dic.                                                 | Anual                                                |
| ---------------------------------------------------- | ---------------------------------------------------- | ---------------------------------------------------- | ---------------------------------------------------- | ---------------------------------------------------- | ---------------------------------------------------- | ---------------------------------------------------- | ---------------------------------------------------- | ---------------------------------------------------- | ---------------------------------------------------- | ---------------------------------------------------- | ---------------------------------------------------- | ---------------------------------------------------- | ---------------------------------------------------- |
| Temp. máx. media (°C)                                | 6.8                                                  | 8.2                                                  | 12.1                                                 | 18.6                                                 | 24.1                                                 | 27.4                                                 | 30.9                                                 | 30.9                                                 | 26.8                                                 | 22.0                                                 | 15.9                                                 | 9.9                                                  | 19.5                                                 |
| Temp. mín. media (°C)                                | 0.2                                                  | 1.2                                                  | 4.7                                                  | 10.1                                                 | 15.5                                                 | 20.2                                                 | 24.3                                                 | 24.2                                                 | 19.8                                                 | 14.1                                                 | 8.0                                                  | 2.2                                                  | 12.0                                                 |
| Precipitación total (mm)                             | 43.5                                                 | 48.9                                                 | 81.3                                                 | 72.8                                                 | 92.7                                                 | 197.2                                                | 164.5                                                | 129.5                                                | 102.8                                                | 55.7                                                 | 47.7                                                 | 28.3                                                 | 1064.9                                               |
| Días de precipitaciones (≥ 0.1 mm)                   | 8.5                                                  | 9.1                                                  | 12.0                                                 | 10.5                                                 | 11.1                                                 | 12.2                                                 | 13.3                                                 | 11.2                                                 | 9.9                                                  | 8.3                                                  | 7.1                                                  | 5.4                                                  | 118.6                                                |
| Fuente: Weather.com.cn                               |                                                      |                                                      |                                                      |                                                      |                                                      |                                                      |                                                      |                                                      |                                                      |                                                      |                                                      |                                                      |                                                      |